# Sierra Salvada
La sierra de Sálvada (en euskera: Gorobel, erróneamente Salbada mendilerroa) es una cordillera situada al noreste de Burgos, formando parte también de Álava. La ladera sur de esta sierra, incluida en la vertiente mediterránea, es la que forma parte de Burgos. La ladera norte, por el contrario, forma parte del País Vasco y está incluida en la vertiente Cantábrica.

## Etimología
Se discute sobre la etimología de la palabra Sálvada, que una fábula atribuye a la exclamación de los nobles leoneses en retirada desde la rota Arrigorriaga, considerándose a salvo tras alcanzar el portillo de la cumbre que desemboca en el valle de Losa. Otros autores, como Néstor de Goicoechea, el mejor conocedor de la montaña vasca, se inclinan por encontrar raíces euskéricas al vocablo. Lo cierto es que el Monte Salvat de la crónica medieval, que dio forma a la leyenda del Grial, está aquí, en la toponimia actual moderna, ante nosotros. 

## Descripción
Sierra de Sálvada es conocida por su estructura característica creada por las laderas escarpadas del norte, que se alzan a lo largo de 25 km; y por su biodiversidad, formada por 224 especies de peces, anfibios, reptiles, aves y mamíferos y vegetales. Por ello, esta sierra está considerada "Zona de Especial Protección para las Aves"(ZEPA).
La Sierra de Sálvada es el antemural de la meseta castellana que se extiende de este a oeste entre el pico de Goldetxo o Txarlazo --sobre el que se yergue el monumento a la Virgen de la Antigua, de Orduña-- hasta la peña de Aro, en cuyo paraje cambia de nombre la cordillera para llamarse peña de Angulo, de Igaña; pico del Ahorcado, peña Complacera, asomándose finalmente al real valle de Mena, que se extiende al pie del escarpe.
La sierra de Salvada o Sálbada, como suelen pronunciarla los pastores que allí trabajan, es un inmenso muro defensivo, abrupto y tajante, que constituye la divisoria de aguas del océano y del Mediterráneo, y también el límite de Burgos con Vizcaya y Álava.
Tiene abundante bosque de robles, hayas y fresnos en las laderas que descienden hacia la Tierra de Ayala, que disfruta de estos pastizales tan codiciados. Diez picos, de 1000 metros de altura y denominación euskaldun, conforman el perfil de estas montañas, que, contempladas desde Quejana o Arceniega, tienen en los días nubosos un aire ceñudo, sombrío y amenazador, propicio para constituir un escenario wagneriano adecuado a la gesta de Parsifal.
Desde Arceniega, por el portillo de Angulo en que termina la sierra de Salvada, subimos a la meseta castellana.

## Historia

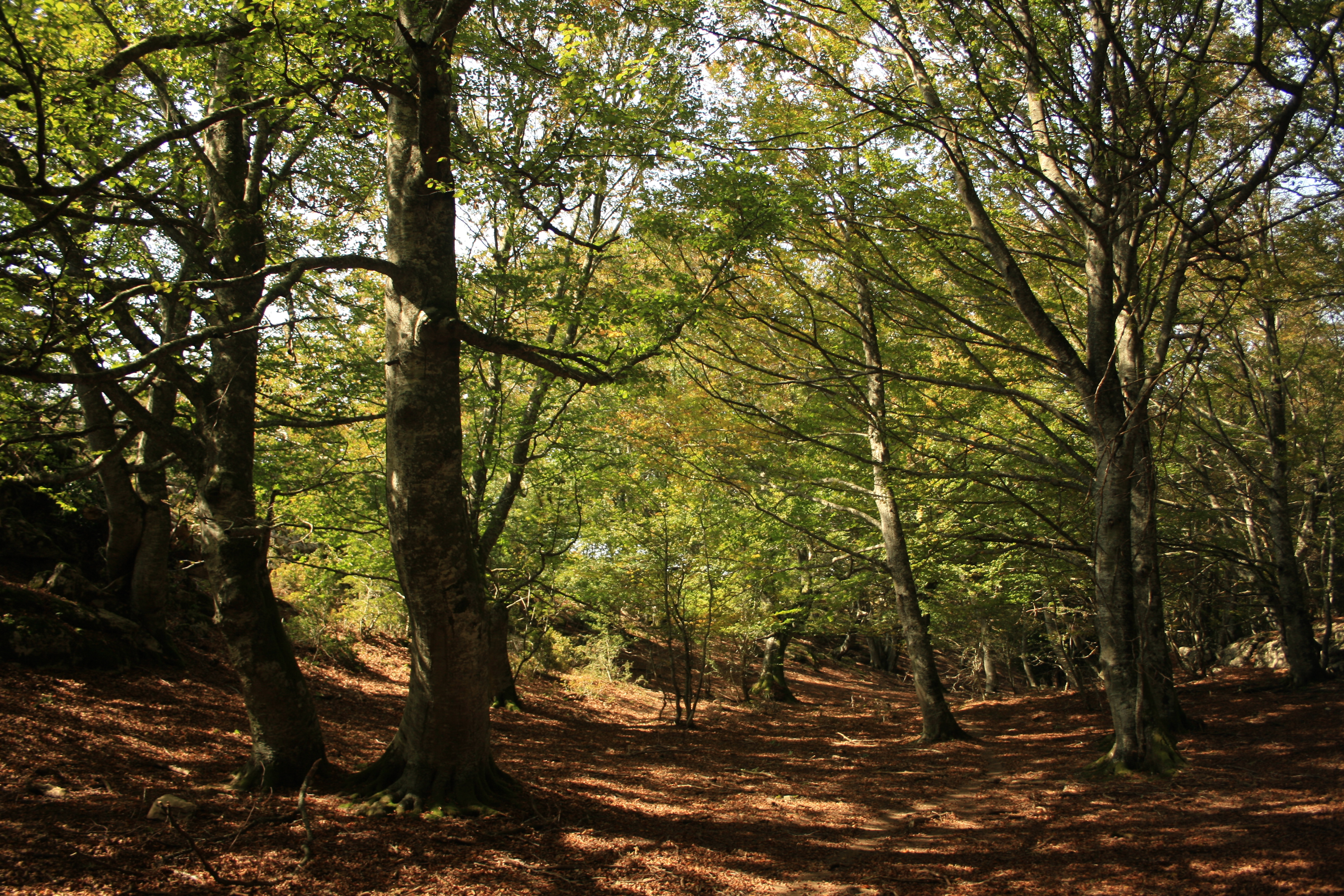
Hayedo en la sierra de Sálvada

La sierra de Sálvada fue entre los siglos XVI y XVIII una importante vía de comunicación entre Castilla y el Cantábrico. Está considerada una de las principales rutas comerciales que unía el norte de la Península.
Esta cordillera es conocida por su potencial kárstico y los estudios espeleológicos llevados a cabo por los grupos espeleológicos locales. Entre las más de 350 cavidades localizadas en esta sierra, se encuentra el conocido Sistema del Hayal de la Ponata, cavidad localizada y explorada por el Grupo Espeleológico Alavés (GEA) entre 1983 y 2000, con unos 45 km topografiados. En octubre de 1984, la exploración contó con la ayuda de espeleólogos del GAES (Bilbao) y del GE Edelweiss (Burgos). Otras de las numerosas cavidades de esta sierra son el Sistema de Pozalagua, de 13 km (explorado por el GEA y el GE Edelweiss) y la cueva de San Miguel el Viejo.